# John N. Andrews
John Nevins Andrews (Poland, Maine, 1829. július 22. – Bázel , 1883. október 21.) hetednapi adventista lelkész, az egyház Generál Konferenciájának elnöke, misszionárius, író. Kulcsszerepet játszott az adventista teológia létrehozásában. A jelenések könyvének adventista értelmezésében a legemlékezetesebb jelentősége között szerepelt a  kétszarvú fenevad és az Amerikai Egyesült Államok közötti kapcsolat létrehozása. 
A michigani, a Hetednapi Adventista Egyház tulajdonában lévő Andrews Egyetem róla kapta a nevét.

## Élete
1829-ben született Maine államban. 1843 februárjában a millerita mozgalom követőjévé vált, majd 1845-ben kezdte el szent napként megtartani megtartani a szombatot. 1849 szeptemberében találkozott James White-tal és Ellen G. White-tal. 
1850-ben vándorprédikátori szolgálatot kezdett New Englandben, és 1853-ban szentelték fel lelkésznek.
1856-ban nősült, akitől két gyermeke született: Charles (szül. 1857) és Mary (sz. 1861)
Legjelentősebb könyvének első kiadását, A szombat története és a hét első napja (The History of the Sabbath and the First Day of the Week) ebben az időben írta (1859).
Később még két gyermeke született New Yorkban, de mindketten tuberkulózisban meghaltak, még csecsemőkorukban. 
1867 májusában a Generál Konferencia harmadik elnökévé választották. Ezt a tisztséget két évig töltötte be, majd a Review and Herald szerkesztője lett (1869–1870).
1872-ben a felesége agyvérzésben meghalt. Két évvel később (1874 őszén) két gyermekével együtt az egyház az első hivatalos misszionáriusként küldte őket Európába. 
Svájcban egy kiadó elindításán munkálkodott és egy francia nyelvű adventista folyóiratot, a Les Signes des Temps-t is kiadtak (1876). 
1878-ban a lánya, Mary tuberkulózist kapott, és nem sokkal azután meghalt, hogy kezelésre érkezett a Battle Creek-i szanatóriumba.
Ő misszionáriusként folytatta a munkáját Európában, ahol 1883-ban szintén tuberkulózisban halt meg. Ekkor 54 éves volt. Svájcban, Bázelben temették el. 
Unokája, az azonos nevű John Nevins Andrews orvosi misszionárius lett, aki a kínai Szecsuán tartományban dolgozott.

## Művei
- Review of the Remarks of O.R.L. Crozier on the institution, design, and abolition of the Sabbath (1853)
- History of the Sabbath and First Day of the Week (1861, 2nd edition 1873, 3rd edition 1887, 4th edition with L. R. Conradi 1912)
- Samuel and the Witch of Endor, or, The Sin of Witchcraft (186-?)
- The Sanctuary and Twenty-Three Hundred Days (1872)
- The Complete Testimony of the Fathers of the First Three Centuries Concerning the Sabbath and First Day (1873, 2nd edition 1876)
- Sermon on the Two Covenants (1875)
- Three Messages of Revelation 14:6-12 (1877)[6]
- The Sunday Seventh-day Theory; an Examination of the Teachings of Mede, Jennings, Akers, and Fuller (1884)
- The Judgement, its Events and their Order (1890)[7]
- The Sabbath and the Law (1890?)